# یوسیپ ورانکوویچ
یوسیپ ورانکوویچ (کرواتی: Josip Vranković؛ زادهٔ ۲۶ اکتبر ۱۹۶۸) بازیکن سابق و مربی بسکتبال اهل کرواسی است.
وی در مسابقات کشوری و بین‌المللی در مجموع برندهٔ ۲ مدال برنز شده‌است.